# 近蹄類
近蹄類（きんているい、Paenungulata）は、岩狸目（イワダヌキ目又はハイラックス目）の祖先を基底とする単系統群と考えられる植物食性有蹄動物を総括する、無階級のタクソン。準蹄類と訳されることもある。天獣類 (Uranotheria）に同じ。
アフリカ大陸を発祥地とする極めて歴史の古い哺乳類の一大グループであるアフリカ獣上目（アフロテリア）の下位区分であり、岩狸目、重脚目、長鼻目（ゾウ目）、海牛目（ジュゴン目）、束柱目（デスモスチルス目）の5目で構成される。
新生代暁新世に出現し、重脚目は比較的早くに絶滅、束柱目は短命に終わっているが、他の3目はそれぞれに独自の進化を遂げつつ今の世を生きている。

## 学名
学名 Paenungulata は、ラテン語「paene (almost、nearly、ほとんど…近い、近…)」と生物学名「ungulates (蹄を有するもの、有蹄動物、すなわち、有蹄哺乳類)」からなる合成語で、"almost ungulates"、「おおよそ、有蹄動物に近似のもの」「近有蹄動物」との意。米国人古生物学者ジョージ・ゲイロード・シンプソンによって、近蹄上目として1945年に提唱された。シンプソンの近蹄上目には絶滅群として汎歯目、恐角目、異蹄目、火獣目も含まれていた。
マルコム・マッケンナ（Malcolm C. McKenna）とスーザン・ベル（Susan K. Bell）によって1997年に提唱された天獣類（天獣目、Uranotheria）は汎歯目などを含めていないが、現生目に限れば同じ概念を持つタクソンであり、近蹄類と同義とみなされている。

## 系統進化
岩狸目の祖先を基として、重脚目がまず分化し、次いでテティス獣類（テティテリア）の名で束ねられる長鼻目・海牛目・束柱目が分化したものと考えられている。
ただし、岩狸目の系統発生の位置を巡っての形態学的議論を中心に幾つかの異説がある。
重脚目を岩狸目以前に置く説、岩狸目を基とする単系統性そのものを否定する説などがそれである。
とは言え、分子系統学が導き出す知見は、岩狸目を基とする近蹄類の単系統性を確認しており、論拠を補強している。
それぞれの目の最古の化石種と、発見されている時代・地域は次のとおり。
- 岩狸目　セッゲウリウス（セゲウリウス） Seggeurius [:mt]　：始新世。
- 重脚目　パラエオアマシア（パレオアマシア） Palaeoamasia　：始新世。トルコ。[8]
- 長鼻目　フォスファテリウム Phosphatherium　：暁新世。モロッコ。
- 海牛目　イシャテリウム（イサテリウム） Ishatherium　：始新世。インド。
- 束柱目　ベヘモトプス Behemotops　：漸新世。米国（オレゴン州、ワシントン州）、日本（北海道）。

すなわち、最も古い暁新世層からは長鼻目が、次の始新世層からは岩狸目・重脚目・海牛目が、その後の漸新世からは束柱目が確認されているわけであるが、弟が兄より前に存在する道理は無いので、分子系統学上で“兄”にあたるとされる者は、その出現時期を“弟”と同じころまで遡って考えることができる。
具体的には、長鼻目の“兄”にあたる岩狸目と重脚目は、理論上、暁新世にはすでに出現していなければならない、ということである。
しかし、古生物学の基本は化石であるから、表記上は長鼻目が最も古い出現であるかのように表記される。
閲覧者に留意されるべきは、これは決して矛盾ではないということである。

## 系統分類
近蹄類とその類縁を表す。近蹄類に最も近いのは管歯目（ツチブタ目）と考えられている。
- アフリカ獣上目（アフロテリア上目）Afrotheria
  - アフリカ好虫類 Afroinsectiphillia
    - アフリカ尖鼠目（アフリカトガリネズミ目） Afrosoricida
    - 長脚目（ハネジネズミ目） Macroscelidea
    - 管歯目（ツチブタ目） Tubulidentata

  - 近蹄類 Paenungulata
    - 岩狸目（イワダヌキ目） Hyracoidea
    - †重脚目 Embrithopoda
    - テティス獣類（テティテリア、テチス獣類、テチテリア） Tethytheria
      - 長鼻目（ゾウ目） Proboscidea
      - 海牛目（ジュゴン目） Sirenia
      - †束柱目（デスモスチルス目） Desmostylia

## 食性
全時代を通じてほとんど全ての種は、陸生植物、もしくは、陸生植物由来の海草を主食としている。
確定的な唯一の例外は、海牛目の絶滅種であるステラーカイギュウであり、彼らは海水温の低下によって衰退した海草に替え、海藻（コンブ〈黄色植物門褐藻綱コンブ目〉）を主食として進化した。不確定だが、束柱類や海牛類の一部の化石種が貝などの海棲動物を餌にしていた可能性を指摘する学説もある。

## ギャラリー

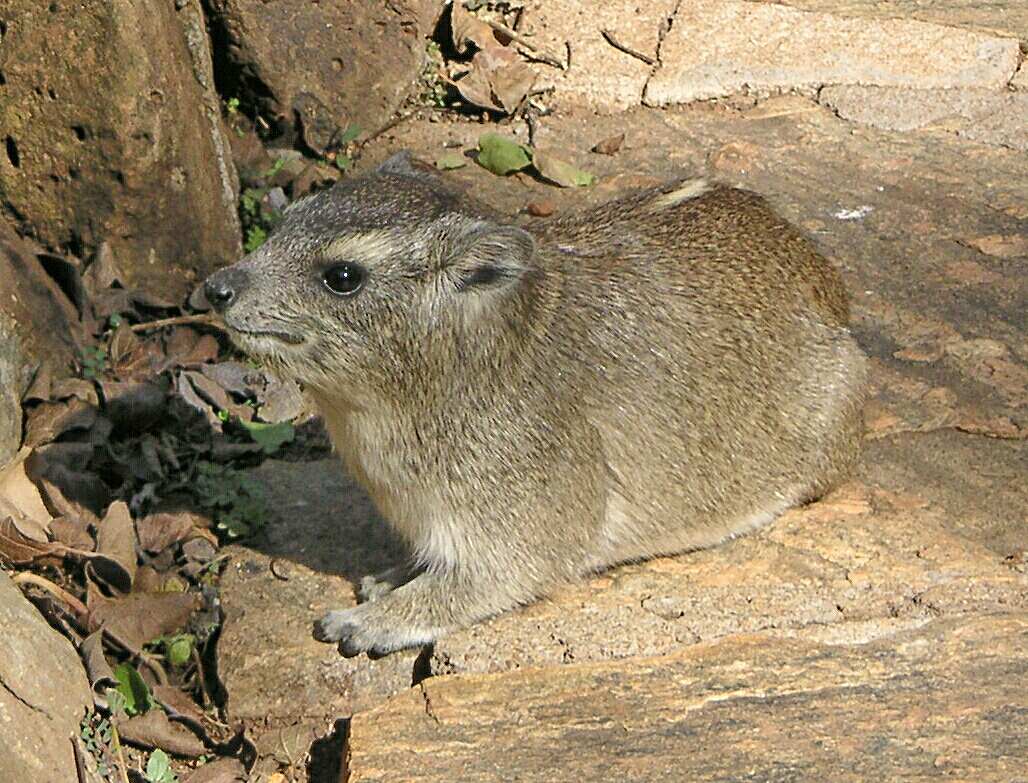
イワハイラックス Heterohyrax brucei （現生、岩狸目）
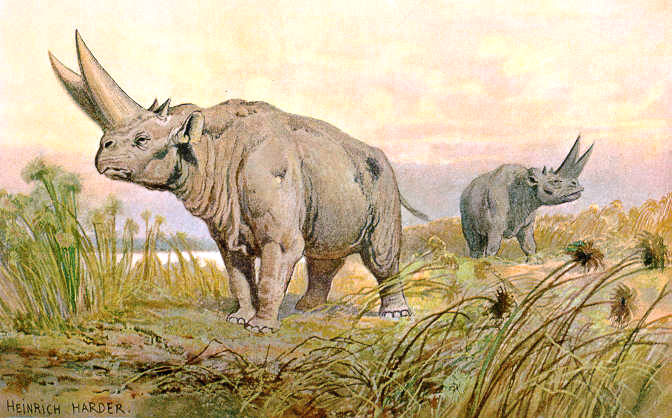
†アルシノイテリウム Arsinoitherium （始新世- 漸新世、重脚目）
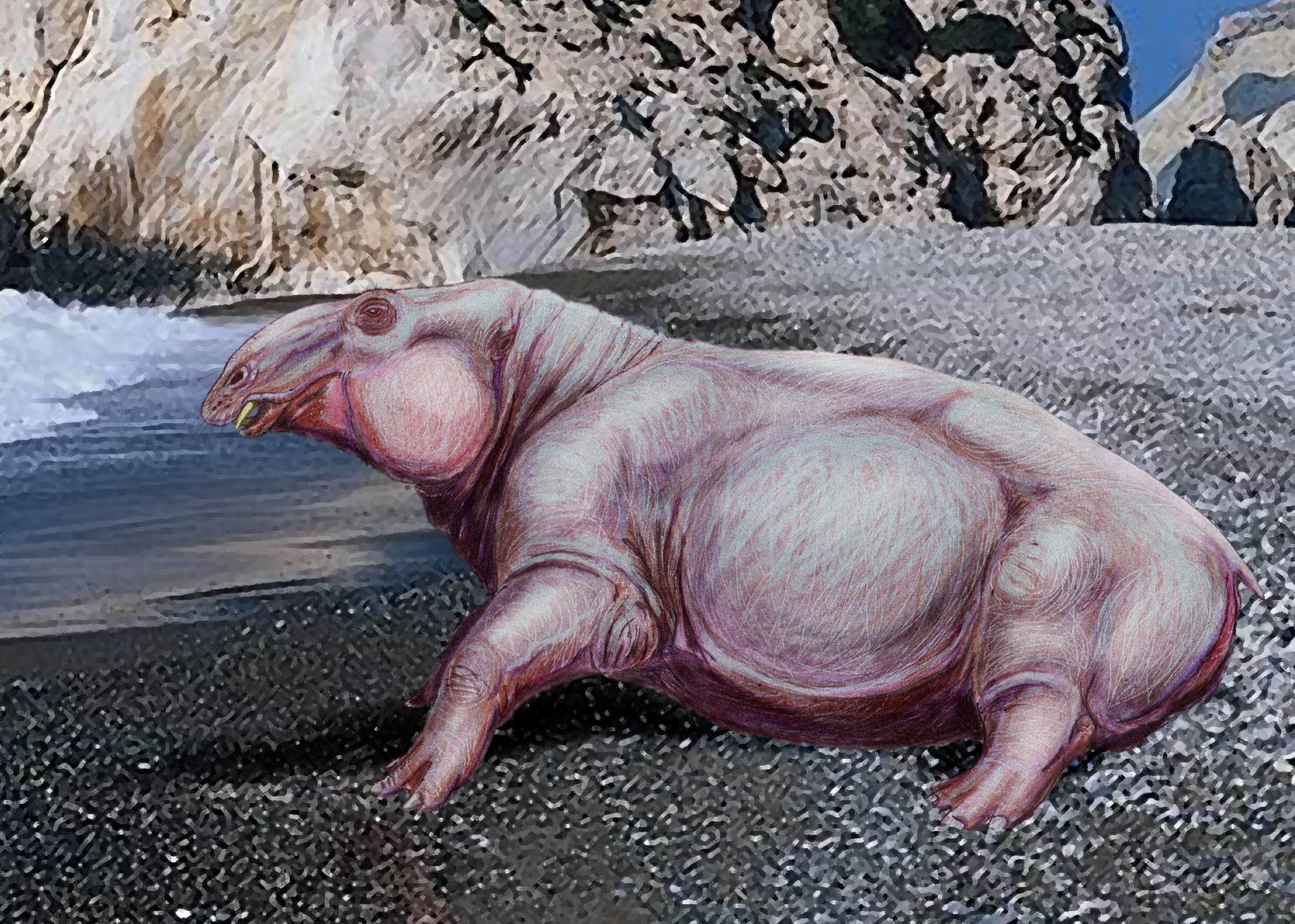
†デスモスチルス Desmostylus hesperus （中新世、束柱目）

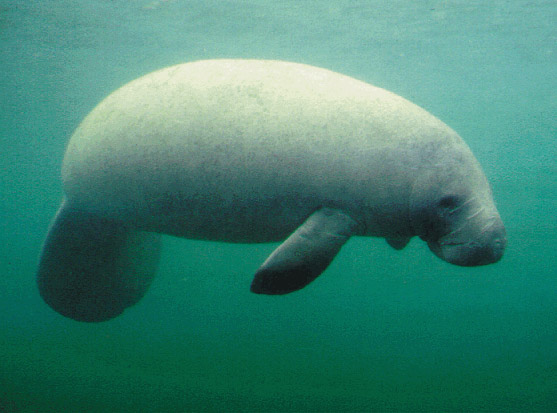
アメリカマナティー Trichechus manatus （現生、海牛目）
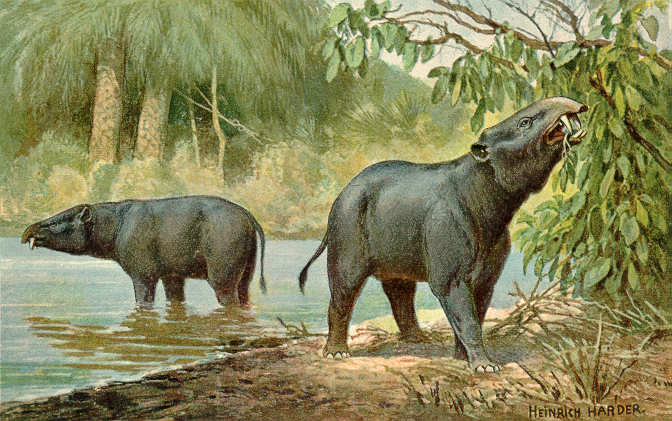
†モエリテリウム （メリテリウム） Moeritherium （始新世、長鼻目）
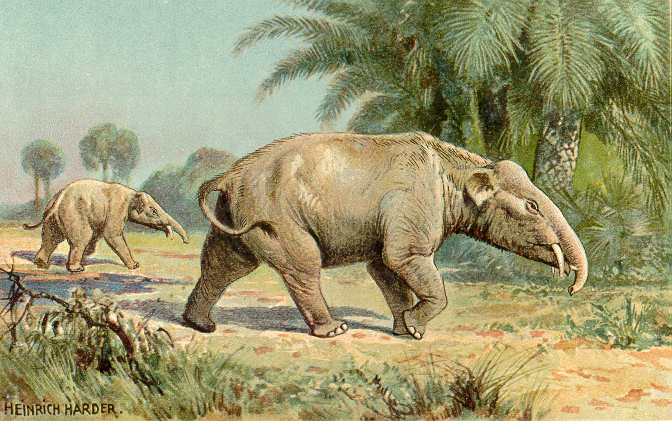
†パラエオマストドン （パレオマストドン） de:Palaeomastodon （始新世- 漸新世、長鼻目）
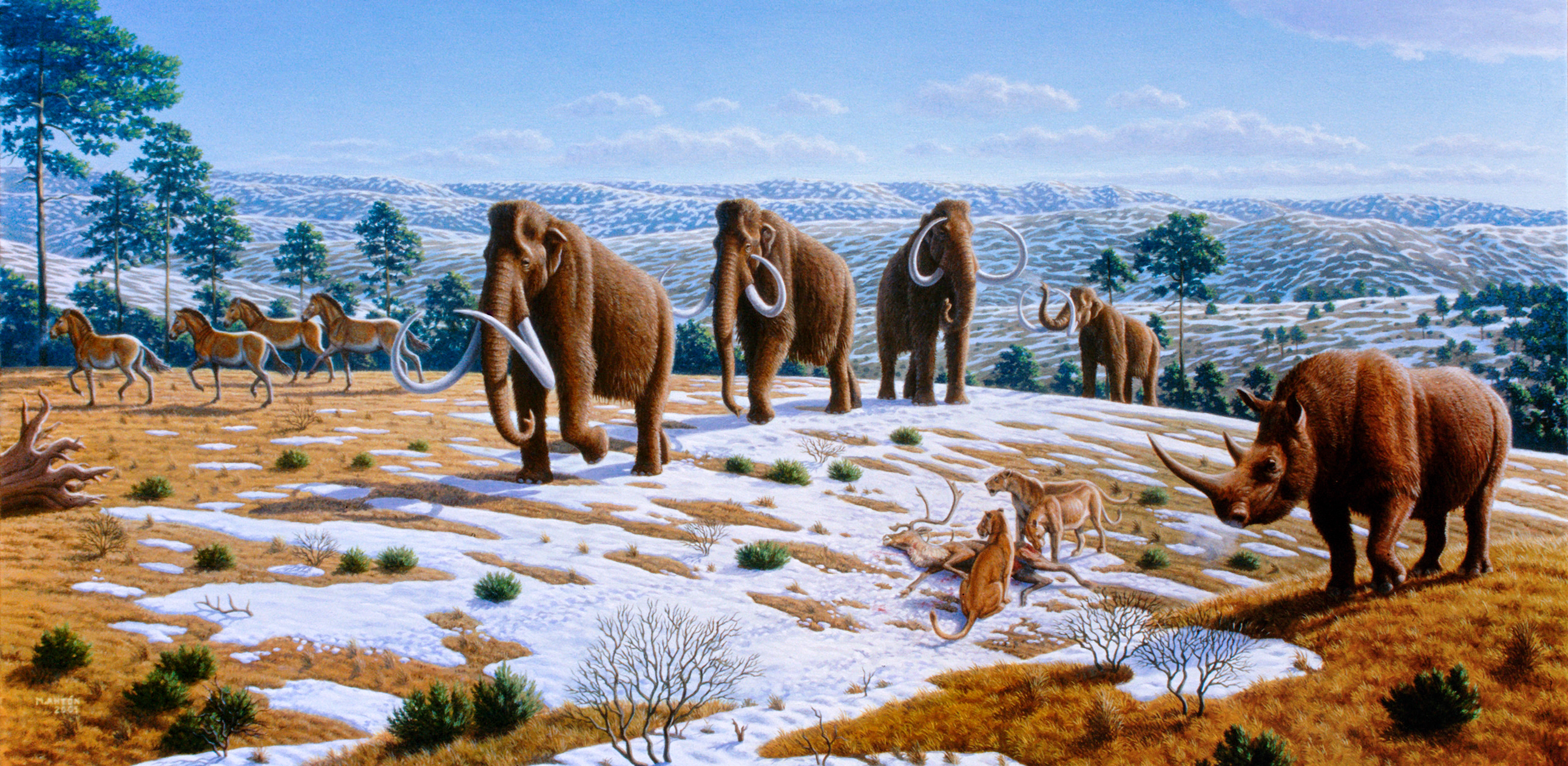
†ケナガマンモス （ウーリーマンモス） Mammothus primigenius （更新世- 完新世、長鼻目。中央）

### 日本語による
- 哺乳類の分類

### 外国語による
- Paenungulata - Paleos.com
- Traute Kleinschmidt, John Czelusniak, Morris Goodman and Gerhard Braunitzer, "Paenungulata: A Comparison of the Hemoglobin Sequences from Elephant, Hyrax, and Manatee
- Paenungulata - The Paleobiology Database ：分類